# Sandefjord Fotball 2018
Questa voce raccoglie le informazioni riguardanti il Sandefjord Fotball nelle competizioni ufficiali della stagione 2018.

## Stagione
A seguito del 13º posto arrivato nel campionato 2017, nella stagione 2018 il Sandefjord avrebbe partecipato all'Eliteserien ed al Norgesmesterskapet. Il 19 dicembre 2017 sono stati compilati i calendari per l'Eliteserien: alla 1ª giornata, il Sandefjord avrebbe fatto visita al Molde all'Aker Stadion. Il 20 dicembre, l'allenatore Lars Bohinen ha lasciato la panchina del Sandefjord per diventare il tecnico dell'Aalesund. Il 16 gennaio 2018, Magnus Powell è stato presentato come nuovo allenatore.
Il 6 marzo, Håvard Storbæk è stato nominato nuovo capitano.
Il 27 aprile, Powell è stato sollevato dall'incarico. Geir Ludvig Fevang ne ha temporaneamente preso il posto, in attesa di una soluzione definitiva. Il 31 maggio, Martí Cifuentes è stato nominato nuovo allenatore.
L'avventura nel Norgesmesterskapet si è chiusa al secondo turno, con l'eliminazione subita per mano dello Skeid; precedentemente, il Sandefjord aveva eliminato l'Eik-Tønsberg.

## Rosa
| N. |                        | Ruolo | Calciatore            |
| -- | ---------------------- | ----- | --------------------- |
| 1  | Norvegia (bandiera)    | P     | Jacob Storevik        |
| 1  | Islanda (bandiera)     | P     | Ingvar Jónsson        |
| 2  | Norvegia (bandiera)    | D     | Lars Grorud           |
| 3  | Senegal (bandiera)     | D     | Abdoulaye Seck        |
| 4  | Norvegia (bandiera)    | D     | Christer Hansen       |
| 5  | Spagna (bandiera)      | C     | Enric Vallés          |
| 6  | Norvegia (bandiera)    | C     | Mohamed Ofkir         |
| 7  | Islanda (bandiera)     | C     | Emil Pálsson          |
| 8  | Norvegia (bandiera)    | C     | Erik Mjelde           |
| 9  | Norvegia (bandiera)    | C     | Håvard Storbæk        |
| 10 | Spagna (bandiera)      | C     | Pau Morer             |
| 11 | Norvegia (bandiera)    | A     | Fitim Azemi           |
| 11 | Kosovo (bandiera)      | A     | Flamur Kastrati       |
| 12 | Norvegia (bandiera)    | P     | Eirik Holmen Johansen |
| 13 | Norvegia (bandiera)    | D     | Marius Høibråten      |
| 13 | Inghilterra (bandiera) | D     | Andrew Eleftheriou    |

| N. |                        | Ruolo | Calciatore            |
| -- | ---------------------- | ----- | --------------------- |
| 14 | Spagna (bandiera)      | A     | Rufo                  |
| 14 | Paesi Bassi (bandiera) | D     | Crescendo van Berkel  |
| 15 | Svezia (bandiera)      | A     | Pontus Engblom        |
| 16 | Senegal (bandiera)     | D     | El-Hadji Gana Kane    |
| 17 | Andorra (bandiera)     | D     | Marc Vales            |
| 17 | Norvegia (bandiera)    | D     | Joackim Olsen Solberg |
| 18 | Svezia (bandiera)      | C     | William Kurtović      |
| 19 | Senegal (bandiera)     | D     | Victor Demba Bindia   |
| 21 | Norvegia (bandiera)    | D     | Stian Ringstad        |
| 22 | Norvegia (bandiera)    | C     | Mohammed Fellah       |
| 22 | Norvegia (bandiera)    | C     | Andre Sødlund         |
| 23 | Norvegia (bandiera)    | C     | Ole Breistøl          |
| 25 | Norvegia (bandiera)    | A     | Sabawon Shamohammad   |
| 34 | Norvegia (bandiera)    | C     | Herman Nilsen         |
| 46 | Norvegia (bandiera)    | A     | George Gibson         |
| 47 | Norvegia (bandiera)    | C     | Sander Mørk           |

## Calciomercato

### Sessione invernale(dal 01/01 al 31/03)
| Arrivi           | Arrivi                | Arrivi       | Arrivi        |
| R.               | Nome                  | da           | Modalità      |
| ---------------- | --------------------- | ------------ | ------------- |
| P                | Eirik Holmen Johansen |              | svincolato    |
| D                | Andrew Eleftheriou    | Watford      | prestito      |
| C                | Emil Pálsson          |              | svincolato    |
| C                | Mohamed Ofkir         | Lokeren      | definitivo    |
| C                | Varg Støvland         | Fram Larvik  | fine prestito |
| A                | Pontus Engblom        | Strømsgodset | definitivo    |
| Altre operazioni |                       |              |               |
| R.               | Nome                  | da           | Modalità      |
| D                | Kevin Jablinski       | Raufoss      | fine prestito |

| Partenze | Partenze              | Partenze        | Partenze      |
| R.       | Nome                  | a               | Modalità      |
| -------- | --------------------- | --------------- | ------------- |
| P        | Øystein Øvretveit     | Jerv            | definitivo    |
| D        | Alexander Gabrielsen  |                 | ritiro        |
| D        | Mats Holt             |                 | svincolato    |
| D        | Kevin Jablinski       | Raufoss         | definitivo    |
| C        | Alf Øivind Aslesen    | Fram Larvik     | prestito      |
| C        | Carlos Grossmüller    | Danubio         | fine prestito |
| C        | Thomas Kind Bendiksen |                 | svincolato    |
| C        | William Kurtović      | Ullensaker/Kisa | prestito      |
| A        | Håkon Lorentzen       | Åsane           | prestito      |
| A        | Facundo Rodríguez     | Peñarol         | fine prestito |

### Tra le due sessioni
| Arrivi | Arrivi | Arrivi | Arrivi   |
| R.     | Nome   | da     | Modalità |
| ------ | ------ | ------ | -------- |

| Partenze | Partenze             | Partenze | Partenze      |
| R.       | Nome                 | a        | Modalità      |
| -------- | -------------------- | -------- | ------------- |
| D        | Andrew Eleftheriou   | Watford  | fine prestito |
| D        | Crescendo van Berkel |          | svincolato    |

### Sessione estiva(dal 19/07 al 15/08)
| Arrivi | Arrivi           | Arrivi          | Arrivi        |
| R.     | Nome             | da              | Modalità      |
| ------ | ---------------- | --------------- | ------------- |
| P      | Jacob Storevik   | Florø           | definitivo    |
| D      | Marius Høibråten | Strømsgodset    | definitivo    |
| D      | Stian Ringstad   | Strømsgodset    | prestito      |
| D      | Marc Vales       |                 | svincolato    |
| C      | William Kurtović | Ullensaker/Kisa | fine prestito |
| A      | Fitim Azemi      | Vålerenga       | prestito      |
| A      | Rufo             | Maiorca         | definitivo    |

| Partenze | Partenze              | Partenze        | Partenze   |
| R.       | Nome                  | a               | Modalità   |
| -------- | --------------------- | --------------- | ---------- |
| P        | Ingvar Jónsson        | Viborg          | definitivo |
| D        | Joackim Olsen Solberg | Mjøndalen       | definitivo |
| C        | Herman Nilsen         | Fram Larvik     | prestito   |
| C        | Andre Sødlund         | Odd             | definitivo |
| A        | Flamur Kastrati       | Kristiansund BK | definitivo |
| A        | Sabawon Shamohammad   | Fram Larvik     | prestito   |

### Dopo la sessione estiva
| Arrivi | Arrivi          | Arrivi | Arrivi     |
| R.     | Nome            | da     | Modalità   |
| ------ | --------------- | ------ | ---------- |
| C      | Mohammed Fellah |        | svincolato |

| Partenze | Partenze           | Partenze | Partenze   |
| R.       | Nome               | a        | Modalità   |
| -------- | ------------------ | -------- | ---------- |
| D        | El-Hadji Gana Kane |          | svincolato |
| D        | Abdoulaye Seck     | Anversa  | definitivo |

## Risultati

### Eliteserien

#### Girone di andata
| Arbitro: | Hobber Nilsen (Oslo) |

|                                                                |           |  |
| Aursnes 24’ (rig.) Brustad 36’ Amang 57’ Hestad 63’ Strand 65’ | Marcatori |  |

| Arbitro: | Døvle (Larvik) |

|           |           |                                 |
| Ofkir 30’ | Marcatori | 78’ Eggen Rismark 90’ Helmersen |

| Arbitro: | Hagenes (Flaktveit) |

|                 |           |                                         |
| Finnbogason 22’ | Marcatori | 34’ Storbæk 68’, 84’ Engblom 78’ Vallés |

| Arbitro: | Hansen (Feda) |

|                   |           |               |
| Olsen Solberg 34’ | Marcatori | 26’ Brochmann |

| Arbitro: | Eskås (Oslo) |

|                                                |           |                          |
| Engblom 7’ Kastrati 75’ (rig.) Coly 90’ (aut.) | Marcatori | 3’, 47’ Bamba 74’ Stokke |

| Arbitro: | Steen (Bergen) |

|                                            |           |              |
| Espejord 6’, 16’ Antonsen 30’ Berntsen 39’ | Marcatori | 17’ Kastrati |

| Arbitro: | Hobber Nilsen (Oslo) |

|  |           |                 |
|  | Marcatori | 50’ Orry Larsen |

| Arbitro: | Hagenes (Flaktveit) |

|            |           |  |
| Mathew 13’ | Marcatori |  |

| Arbitro: | Steen (Bergen) |

|  |           |                    |
|  | Marcatori | 55’ (rig.) Johnson |

| Arbitro: | Skjerven (Kaupanger) |

|                                                       |           |  |
| Broberg 25’ Kaasa 31’ Rashani 33’ Risa 73’ Børven 82’ | Marcatori |  |

### Norgesmesterskapet
| Arbitro: | Børresen |

|               |           |                                                                  |
| Gulliksen 41’ | Marcatori | 12’ Moen Foss 34’, 44’ Kastrati 49’ Engblom 88’ Ofkir 88’ Mjelde |

| Arbitro: | Moen (Oslo) |

|                                        |           |  |
| Aleesami 23’ Hassan 69’ Can 74’ (rig.) | Marcatori |  |

## Statistiche

### Statistiche di squadra
| Competizione       | Punti | In casa | In casa | In casa | In casa | In casa | In casa | In trasferta | In trasferta | In trasferta | In trasferta | In trasferta | In trasferta | Totale | Totale | Totale | Totale | Totale | Totale | DR |
| Competizione       | Punti | G       | V       | N       | P       | Gf      | Gs      | G            | V            | N            | P            | Gf           | Gs           | G      | V      | N      | P      | Gf     | Gs     | DR |
| ------------------ | ----- | ------- | ------- | ------- | ------- | ------- | ------- | ------------ | ------------ | ------------ | ------------ | ------------ | ------------ | ------ | ------ | ------ | ------ | ------ | ------ | -- |
| Eliteserien        | 0     | 0       | 0       | 0       | 0       | 0       | 0       | 0            | 0            | 0            | 0            | 0            | 0            | 0      | 0      | 0      | 0      | 0      | 0      | 0  |
| Norgesmesterskapet | -     | 0       | 0       | 0       | 0       | 0       | 0       | 0            | 0            | 0            | 0            | 0            | 0            | 0      | 0      | 0      | 0      | 0      | 0      | 0  |
| Totale             | -     | 0       | 0       | 0       | 0       | 0       | 0       | 0            | 0            | 0            | 0            | 0            | 0            | 0      | 0      | 0      | 0      | 0      | 0      | 0  |

### Andamento in campionato
| Giornata  | 1  | 2  | 3  | 4  | 5  | 6  | 7  | 8  | 9  | 10 | 11 | 12 | 13 | 14 | 15 | 16 | 17 | 18 | 19 | 20 | 21 | 22 | 23 | 24 | 25 | 26 | 27 | 28 | 29 | 30 |
| --------- | -- | -- | -- | -- | -- | -- | -- | -- | -- | -- | -- | -- | -- | -- | -- | -- | -- | -- | -- | -- | -- | -- | -- | -- | -- | -- | -- | -- | -- | -- |
| Luogo     | T  | C  | T  | C  | C  | T  | C  | T  | C  | T  | C  | T  | C  | T  | C  | T  | T  | C  | T  | C  | T  | C  | T  | C  | T  | C  | T  | C  | T  | C  |
| Risultato | P  | P  | V  | N  | P  | P  | P  | P  | P  | P  |    |    |    |    |    |    |    |    |    |    |    |    |    |    |    |    |    |    |    |    |
| Posizione | 16 | 16 | 10 | 11 | 14 | 12 | 14 | 15 | 15 | 15 |    |    |    |    |    |    |    |    |    |    |    |    |    |    |    |    |    |    |    |    |

Fonte:  Eliteserien 2018, su altomfotball.no, Altomfotball.
Legenda:

Luogo: C = Casa; T = Trasferta. Risultato: V = Vittoria; N = Pareggio; P = Sconfitta.

### Statistiche dei giocatori
| Giocatore          | Eliteserien | Eliteserien | Eliteserien | Eliteserien | Norgesmesterskapet | Norgesmesterskapet | Norgesmesterskapet | Norgesmesterskapet | Coppe europee | Coppe europee | Coppe europee | Coppe europee | Altre coppe | Altre coppe | Altre coppe | Altre coppe | Totale   | Totale | Totale      | Totale     |
| Giocatore          | Presenze    | Reti        | Ammonizioni | Espulsioni  | Presenze           | Reti               | Ammonizioni        | Espulsioni         | Presenze      | Reti          | Ammonizioni   | Espulsioni    | Presenze    | Reti        | Ammonizioni | Espulsioni  | Presenze | Reti   | Ammonizioni | Espulsioni |
| ------------------ | ----------- | ----------- | ----------- | ----------- | ------------------ | ------------------ | ------------------ | ------------------ | ------------- | ------------- | ------------- | ------------- | ----------- | ----------- | ----------- | ----------- | -------- | ------ | ----------- | ---------- |
| F. Azemi           | 0           | 0           | 0           | 0           | -                  | -                  | -                  | -                  |               |               |               |               |             |             |             |             | 0        | 0      | 0           | 0          |
| V. Bindia          | 0           | 0           | 0           | 0           | 0                  | 0                  | 0                  | 0                  |               |               |               |               |             |             |             |             | 0        | 0      | 0           | 0          |
| O. Breistøl        | 0           | 0           | 0           | 0           | 0                  | 0                  | 0                  | 0                  |               |               |               |               |             |             |             |             | 0        | 0      | 0           | 0          |
| A. Eleftheriou     | 0           | 0           | 0           | 0           | 0                  | 0                  | 0                  | 0                  |               |               |               |               |             |             |             |             | 0        | 0      | 0           | 0          |
| P. Engblom         | 0           | 0           | 0           | 0           | 0                  | 0                  | 0                  | 0                  |               |               |               |               |             |             |             |             | 0        | 0      | 0           | 0          |
| M. Fellah          | 0           | 0           | 0           | 0           | -                  | -                  | -                  | -                  |               |               |               |               |             |             |             |             | 0        | 0      | 0           | 0          |
| G. Gibson          | 0           | 0           | 0           | 0           | 0                  | 0                  | 0                  | 0                  |               |               |               |               |             |             |             |             | 0        | 0      | 0           | 0          |
| L. Grorud          | 0           | 0           | 0           | 0           | 0                  | 0                  | 0                  | 0                  |               |               |               |               |             |             |             |             | 0        | 0      | 0           | 0          |
| C. Hansen          | 0           | 0           | 0           | 0           | 0                  | 0                  | 0                  | 0                  |               |               |               |               |             |             |             |             | 0        | 0      | 0           | 0          |
| M. Høibråten       | 0           | 0           | 0           | 0           | -                  | -                  | -                  | -                  |               |               |               |               |             |             |             |             | 0        | 0      | 0           | 0          |
| E. Holmen Johansen | 0           | -0          | 0           | 0           | 0                  | -0                 | 0                  | 0                  |               |               |               |               |             |             |             |             | 0        | 0      | 0           | 0          |
| I. Jónsson         | 0           | -0          | 0           | 0           | 0                  | -0                 | 0                  | 0                  |               |               |               |               |             |             |             |             | 0        | 0      | 0           | 0          |
| E. Kane            | 0           | 0           | 0           | 0           | 0                  | 0                  | 0                  | 0                  |               |               |               |               |             |             |             |             | 0        | 0      | 0           | 0          |
| F. Kastrati        | 0           | 0           | 0           | 0           | 0                  | 0                  | 0                  | 0                  |               |               |               |               |             |             |             |             | 0        | 0      | 0           | 0          |
| W. Kurtović        | 0           | 0           | 0           | 0           | 0                  | 0                  | 0                  | 0                  |               |               |               |               |             |             |             |             | 0        | 0      | 0           | 0          |
| E. Mjelde          | 0           | 0           | 0           | 0           | 0                  | 0                  | 0                  | 0                  |               |               |               |               |             |             |             |             | 0        | 0      | 0           | 0          |
| P. Morer           | 0           | 0           | 0           | 0           | 0                  | 0                  | 0                  | 0                  |               |               |               |               |             |             |             |             | 0        | 0      | 0           | 0          |
| S. Mørk            | 0           | 0           | 0           | 0           | 0                  | 0                  | 0                  | 0                  |               |               |               |               |             |             |             |             | 0        | 0      | 0           | 0          |
| H. Nilsen          | 0           | 0           | 0           | 0           | 0                  | 0                  | 0                  | 0                  |               |               |               |               |             |             |             |             | 0        | 0      | 0           | 0          |
| M. Ofkir           | 0           | 0           | 0           | 0           | 0                  | 0                  | 0                  | 0                  |               |               |               |               |             |             |             |             | 0        | 0      | 0           | 0          |
| J. Olsen Solberg   | 0           | 0           | 0           | 0           | 0                  | 0                  | 0                  | 0                  |               |               |               |               |             |             |             |             | 0        | 0      | 0           | 0          |
| E. Pálsson         | 0           | 0           | 0           | 0           | 0                  | 0                  | 0                  | 0                  |               |               |               |               |             |             |             |             | 0        | 0      | 0           | 0          |
| S. Ringstad        | 0           | 0           | 0           | 0           | -                  | -                  | -                  | -                  |               |               |               |               |             |             |             |             | 0        | 0      | 0           | 0          |
| Rufo               | 0           | 0           | 0           | 0           | -                  | -                  | -                  | -                  |               |               |               |               |             |             |             |             | 0        | 0      | 0           | 0          |
| A. Seck            | 0           | 0           | 0           | 0           | 0                  | 0                  | 0                  | 0                  |               |               |               |               |             |             |             |             | 0        | 0      | 0           | 0          |
| S. Shamohammad     | 0           | 0           | 0           | 0           | 0                  | 0                  | 0                  | 0                  |               |               |               |               |             |             |             |             | 0        | 0      | 0           | 0          |
| A. Sødlund         | 0           | 0           | 0           | 0           | 0                  | 0                  | 0                  | 0                  |               |               |               |               |             |             |             |             | 0        | 0      | 0           | 0          |
| H. Storbæk         | 0           | 0           | 0           | 0           | 0                  | 0                  | 0                  | 0                  |               |               |               |               |             |             |             |             | 0        | 0      | 0           | 0          |
| J. Storevik        | 0           | -0          | 0           | 0           | -                  | -                  | -                  | -                  |               |               |               |               |             |             |             |             | 0        | 0      | 0           | 0          |
| M. Vales           | 0           | 0           | 0           | 0           | -                  | -                  | -                  | -                  |               |               |               |               |             |             |             |             | 0        | 0      | 0           | 0          |
| E. Vallés          | 0           | 0           | 0           | 0           | 0                  | 0                  | 0                  | 0                  |               |               |               |               |             |             |             |             | 0        | 0      | 0           | 0          |
| C. van Berkel      | 0           | 0           | 0           | 0           | 0                  | 0                  | 0                  | 0                  |               |               |               |               |             |             |             |             | 0        | 0      | 0           | 0          |